# 阿爾泰辦事長官
阿爾泰辦事長官是中华民国初年於阿爾泰設置的地方办事长官。
1912年中華民國成立後，改阿爾泰辦事大臣為阿爾泰辦事長官，駐承化寺。其轄地又稱“阿爾泰區域”，直屬於中華民國國务院。但阿爾泰地方屢受俄國、外蒙古軍隊侵擾，賴新疆省軍隊支援才得以保全。1919年，北洋政府改阿爾泰為阿山道，併入新疆省。阿爾泰辦事長官改為阿山道尹，首任道尹為周務學。

## 历任阿爾泰辦事長官
1. 帕拉圖，一譯帕勒塔，新疆舊土爾扈特部親王。1912年5月至1914年任阿爾泰辦事長官。
2. 劉長炳，雲南牟定人，1914年至1915年在任。
3. 程克（1878—1936），河南開封人。1915年12月至1918年在任。後為安福國會議員。
4. 張慶桐，江蘇江陰人。1918年3月至1919年6月在任。因克扣軍餉導致阿山兵變。[1][2]

### 引用
1. ↑  杨建英：《解放路 （页面存档备份，存于）》
2. ↑  石速：《与托尔斯泰通信的中国人 的存檔，存档日期2015-09-29.》，《新疆经济报》

## 外部連結
- 民國四年四月政事堂抄致阿爾泰劉長炳電俄人越界種地事 （页面存档备份，存于）